# Montmagny (Val-d’Oise)
Montmagny ist eine französische Gemeinde mit 14.632 Einwohnern (Stand 1. Januar 2022) im Département Val-d’Oise in der Region Île-de-France; sie gehört zum Arrondissement Sarcelles und zum Kanton Deuil-la-Barre. Die Einwohner werden Magnymontois genannt.
Nachbargemeinden von Montmagny sind Épinay-sur-Seine, Deuil-la-Barre, Groslay, Sarcelles, Saint-Denis und Villetaneuse.

## Bevölkerungsentwicklung
| Jahr      | 1962  | 1968  | 1975  | 1982  | 1990   | 1999   | 2007   | 2017   |
| Einwohner | 5.493 | 6.584 | 7.382 | 8.977 | 11.505 | 13.090 | 14.037 | 14.173 |

## Sehenswürdigkeiten
- Kirche Saint-Pierre

Siehe auch: Liste der Monuments historiques in Montmagny (Val-d’Oise)

## Persönlichkeiten
- Charles Jacques Huault de Montmagny (um 1583–1653/57) Generalgouverneur von Neufrankreich 1636–1648
- Suzanne Valadon (1865–1938), Malerin
- Maurice Utrillo (1883–1955), Maler und Sohn von Suzanne Valadon
- Der Politiker und Priester Théodore Garnier (1850–1920) verbrachte hier einen Großteil seines Lebens.

## Städtepartnerschaften
- Sprimont (Belgien)
- Montmagny (Québec)
- Sever do Vouga (Portugal)